# Pierre Gassendi
L'abate Pierre Gassend, detto Gassendi (pronuncia italiana: [ɡasˈsɛndi]; Champtercier, 22 gennaio 1592 – Parigi, 24 ottobre 1655), è stato un presbitero, filosofo, teologo, matematico, astronomo francese.
In suo onore sono stati intitolati l'asteroide 7179 Gassendi e il cratere lunare Gassendi.

## Biografia
Studiò ad Aix-en-Provence e ad Avignone. Proclamato dottore in teologia nel 1614, ordinato sacerdote nel 1616, divenne professore di retorica nel 1617 presso l'Università di Aix-en-Provence. Prevosto della cattedrale di Digne dal 1626, si trasferì successivamente a Parigi, dove insegnò matematica e filosofia dal 1645 e per alcuni anni astronomia al Collège de France. Si spense in questa città nel 1655.

## Settori di studio
Il ruolo di Gassendi nel panorama della scienza e della filosofia del Seicento è molto importante per almeno quattro motivi:
1. per aver combattuto l'autorità di Aristotele, dominatore incontrastato dei conservatori ambienti accademici, indifferenti alla nascente scienza moderna;
2. per essere stato tra coloro che hanno rivalutato l'esperimento come processo di conferma della teoria scientifica;
3. per aver rappresentato uno dei più autorevoli pensatori alternativi a Cartesio e alla sua metafisica;
4. per aver intuito come l'atomismo fosse compatibile con la realtà scientifica che si andava delineando.[2]

### Scienze

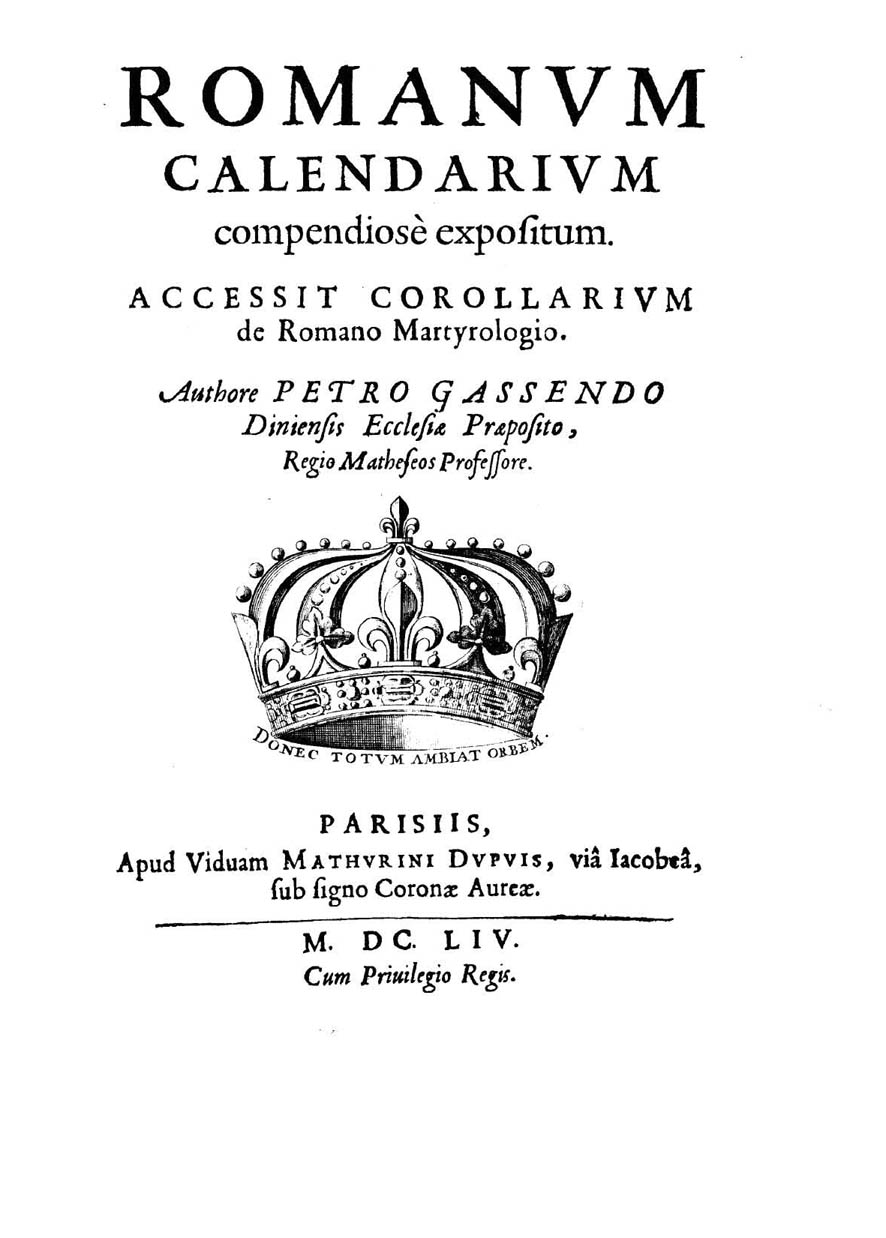
Frontespizio del Calendario romano

Gassendi fu un astronomo contemporaneo di Galileo, con il quale ebbe una corrispondenza epistolare. Studiò tra le altre cose il movimento delle comete, la topografia, le eclissi lunari e l'evoluzione delle macchie solari.
Nel 1621, fu il primo a fornire una descrizione scientifica del fenomeno luminoso dell'atmosfera che egli denominò «aurora boreale», partendo dall'osservazione, il 12 settembre, ad Aix-en-Provence, di un'eccezionale aurora polare.
Il 7 novembre 1631, osservò il passaggio del pianeta Mercurio davanti al Sole.
Studiò anche la propagazione dei suoni e le leggi del movimento e dell'inerzia.

### Filosofia
Alla ricerca di una conciliazione tra filosofia e scienza Gassendi assume uno scetticismo metodico che mette in dubbio e combatte tutte le auctoritates (come Aristotele). Esse erano infatti ancora dominanti nel panorama culturale francese dell'Ancien Régime, impermeabile alle grandi novità provenienti dalla Gran Bretagna e dall'Olanda. Si scagliò quindi contro l'aristotelismo ed in generale contro il pensiero metafisico, che pretendeva di possedere un sapere necessario ed indubitabile sulla natura delle cose prescindendo dalla realtà di esse o quantomeno dal loro studio. L'opposizione all'astrattezza logica e dialettica rispetto al conoscere gli enti del mondo reale porta Gassendi a ritenere ineludibile l'esperienza sensibile per qualsiasi formulazione teorica. Gassendi rivaluta per contrasto l'epicureismo, attaccato dalla Chiesa, che egli concilia con il proprio cristianesimo.
La formazione culturale di Gassendi è un insieme complesso, che ha nei moralisti come Pierre Charron e in anti-aristotelici come Juan Luis Vives e Pietro Ramo i suoi referenti principali. Ma ad essi si accompagna lo scetticismo razionalistico di Pirrone di Elide, antico oppositore della metafisica in favore dell'esperienza diretta degli enti e dei fenomeni. Sia Vives sia Ramo erano stati isolati e strenui combattenti contro l'aristotelismo, mentre Charron vedeva nello scetticismo l'atteggiamento più corretto nei confronti della conoscenza. Per Gassendi l'aristotelismo è «ozioso ed inutile» poiché «sostituisce le cose con le parole», in questo senso egli riprende posizioni che erano state di Francesco Bacone e assume numerosi elementi del suo "metodo" di produrre scienza.
Del britannico il francese Gassendi si considera il continuatore, giudicandolo «eroico, per aver osato porre una nuova via al sapere in nome di una nuova filosofia.» Nella prolusione alle Exercitationes paradoxicae adversus Aristoteleos dice sarcasticamente che sulla metafisica aristotelica «è difficile non fare satira». Continuare a studiare Aristotele significa per lui «condannarsi al carcere del sapere», per quanto eserciti di discepoli incauti ereditino da maestri ignoranti altra ignoranza di cui vantarsi.
Dal punto di vista teorico è nel Syntagma che l'atomismo epicureo fonda un sensismo empiristico che anticipa John Locke di alcuni decenni e avanza una nuova teoria della conoscenza. Per Gassendi l'idea “anticipa” una conoscenza che è nata con le sensazioni elaborate nella nostra mente con un procedere astrattivo-combinatorio. L'“immagine” mentale che si forma dall'esperienza è il fondamento di qualsiasi conoscenza della realtà fenomenica, quale “materia prima”, su cui l'intelletto opera le sue astrazioni e le sue combinazioni concettuali. La deduzione sillogistica per Gassendi è falsa ed illusoria, fabbrica formalistica di camuffamenti cognitivi strumentali. La deduzione è nient'altro che ciò che è già implicato in premesse ad hoc, perciò mistificazione rivestita di logica.
Più tardi Gassendi attenua il suo scetticismo ed il suo empirismo, la realtà dei fenomeni reali viene contemperata con dei “segni” dei fenomeni stessi che rendono possibili induzioni foriere di verità. È infatti induttivamente che Gassendi può concludere sulla realtà del vuoto e sulla possibilità che corpuscoli infinitesimi, gli atomi, possano essere alla base della realtà tutta. L'esistenza degli atomi e del vuoto sarebbe impossibile ad acquisirsi con strumenti astratti di tipo sillogistico.
La conciliazione dell'atomismo con la fede cristiana è lo scopo principale che Gassendi si pone, ma per ottenere ciò esso va “aggiustato” alla luce della fede stessa. Il materialismo atomistico perde così le sue caratteristiche, dovendo ammettere l'esistenza anche di entità immateriali e spirituali. La struttura cosmica resta atomistica, ma essa non è più originaria bensì derivata, voluta e creata da Dio. Nella natura il tutto muove e cambia continuamente, e la materia è attiva ed operante, actuosa, ma non priva di rapporto con ciò che è non-materia, lo spirito. Il peso o gravità è una facoltà naturale ed intrinseca alla materia, per cui l'atomo muove da se stesso poiché "tende" al movimento.
Le “cose” composte, visibili e tangibili si formano dagli atomi e lo stato di quiete è inerzia all'aggregazione stessa. Il livello atomico, quello elementare, tende ad aggregarsi attraverso «sforzo e tensione», mentre il moto trasferisce gli enti materiali da punti ad altri nello spazio. Però è a livello atomico che nasce ogni movimento e cambiamento fisico, chimico e biologico.
I corpi atomici sono ordinati a un fine ultimo e quindi la loro aggregazione/disgregazione non è un processo meramente casuale. Dio ha il potere sia di creare che di annientare gli atomi. L'uomo possiede un'anima razionale oltre a quella sensitiva. Con queste correzioni, Gassendi tentò di conciliare l'atomismo epicureo col Cristianesimo.

### Critica a Cartesio
Nel 1642 Gassendi diede alle stampe le Quinte Obiezioni alle Meditazioni metafisiche di Cartesio. Alla replica di quest'ultimo seguì la Disquisitio metaphysica, seu Dubitationes et Instantiae adversus Cartesio metaphysicam.
Gassendi criticò il concetto di idea chiara e distinta e in particolare l'evidenza dell'esistenza di Dio. L'evidenza delle idee e l'esistenza di Dio danno luogo al cosiddetto circolo cartesiano.
Poiché l'idea di Dio non è innata, non è presente in tutti e non è universalmente evidente. Inoltre, essa non ha più realtà oggettiva di quanta non ne abbiano altre idee, una volta che siano fatte tendere all'infinito: ad esempio, le idee di scienza, potenza, durata e bontà e le loro corrispondenti estensioni infinite di onniscienza, onnipotenza, eternità e bontà perfetta. 
Anche la prova delle cause efficienti è viziata dal fatto di andare oltre l'ordine fisico per accedere al soprannaturale. L'esistenza non è un predicato o una proprietà.
Per Gassendi, l'anima non è un corpo secondo più sottile, ma una materia estesa, motivo per cui è errato concepire due sostanze distinte: la res cogitans e la res extensa.
Facendo dell'anima una realtà meramente materiale, si apriva a una identificazione sostanziale fra anima animale e anima umana. L'uomo possiede solo la facoltà razionale, ma la sostanza di cui è costituita l'anima è pura materia per entrambi. In modo coerente, Gassendi rigettò la tesi dell'animale-macchina, affermando che anche gli animali parlano e ragionano a modo loro come gli esseri umani.

### Teologia
Nominalista (e se si vuole, in questo senso, relativista), restò per tutta la sua vita fedele alla Chiesa cattolica e alla fede cristiana. Non cessò mai di studiare Epicuro, che reinterpretò alla luce della scienza dei suoi tempi e della sua fede, pratica meno inconsueta di quanto si pensi presso i pensatori cristiani. La sua teologia si esprime attraverso una rilettura "cristiana" dell'atomismo epicureo, dove gli atomi diventano una specie di operatori della creazione agli ordini di Dio.

## Opere

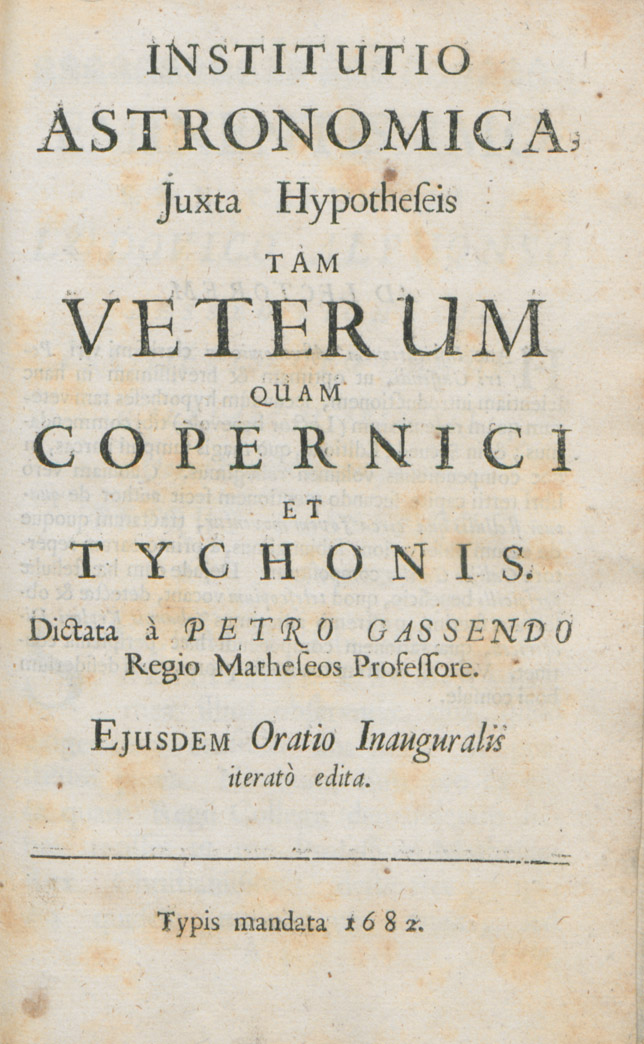
Institutio astronomica, 1683

- (LA) De apparente magnitudine solis humilis et sublimis, Paris, Louis de Heuqueville, 1642.
- (LA) De motu impresso a motore translato, Paris, Louis de Heuqueville, 1642.
- (LA) Apologia in librum Alae telluris fractae, epistola 4. de motu impresso a motore translato, Lyon, Guillaume Barbier (1.), 1649.
- (LA) Romanum calendarium compendiose expositum, Paris, Mathurin Du Puys, veuve, 1654.
- (LA) Tychonis Brahei, equitis Dani, astronomorum coryphaei vita, Paris, Mathurin Du Puys, veuve, 1654.
- Opera omnia (6 vol.) edizione a cura del suo amico e legatario Henri Louis Habert de Montmor, 1658;  ristampa anastatica con un'introduzione di Tullio Gregory, Stuttgart-Bad Cannstatt: Friedrich Frommann Verlag, 1964.
- Tychonis Brahei, equitis Dani, Astronomorum Coryphaei, vitae Accessit Nicolai Copernici, Georgii Peurbachii, & Joannis Regiomontani, Astronomorum celebrium, Vita. Hagae Comitum (L'Aia), Vlacq, 1655.
- (LA) Institutio astronomica, London, Henry Dickinson, 1683.
- Syntagma philosophiæ Epicuri, cum Refutationibus Dogmatum quæ contra Fidem Christianam ab eo asserta sunt. Amstelædami, 1684.
- Exercitationes Paradoxicae Adversus Aristoteleos (1624), edizione e traduzione francese di Bernard Rochot, Parigi, Vrin, 1959.
- Disquisitio Metaphysica (1644), edizione e traduzione francese di Bernard Rochot, Parigi, Vrin, 1964.
- Pierre Gassendi's Institutio Logica 1658, edizione critica e traduzione inglese di Howard Jones. Assen, Van Gorcum, 1981.
- Vie et mœurs d'Épicure par Pierre Gassendi, versione latino-francese, Parigi, Les Belles Lettres, 2005.
- Les Lettres latines de Gassendi, versione latino-francese in due volumi, Turnhout, Brepols, 2004.
- La logique de Carpentras, (1636) Testo latino, introduzione e traduzione francese di Sylvie Taussig, Turnhout, Brepols, 2012.
- Epistola per il libro "De veritate" di Herbert Barone di Cherbury in Inghilterra, Napoli, Giannini, 2006.
- Vita e costumi di Epicuro, traduzione italiana, coordinamento di Sandro Borzoni, Ventura Edizioni, Senigallia, 2022.

## Citazioni in letteratura
Pierre Gassendi viene citato dallo scrittore francese Anatole France, in uno dei sui più noti romanzi, "La rivolta degli angeli", in riferimento alla sua preziosa corrispondenza con diversi studiosi del suo tempo, oltre che traduttore in francese di alcune opere di Galileo, che l'autore immagina conservate in una ricchissima biblioteca in possesso della famiglia d'Esparvieu, gli aristocratici protagonisti della storia (Firenze, Sansoni Editore, 1966, p.164, con nota traduttore e p.251).